# مورتیچ پیاویچ
مورتیچ پیاویچ (انگلیسی: Mārtiņš Pļaviņš؛ زادهٔ ۸ مهٔ ۱۹۸۵) بازیکن والیبال ساحلی اهل لتونی است.